# Condado de Monroe (Míchigan)
El condado de Monroe (en inglés: Monroe County, Míchigan) es un condado del estado estadounidense de Míchigan. Según el censo del año 2010, en ese momento tenía una población de 152.721 habitantes. Tiene una población estimada, a mediados de 2019, de 150.500 habitantes.
La sede del condado es Monroe.

## Geografía
Según la Oficina del Censo, el condado tiene un área total de 1761 km², de la cual 1422 km² es tierra y 339 km² es agua.

## Demografía
En el 2000 la renta per cápita promedia del condado era de $51,743, y el ingreso promedio para una familia era de $59,659. El ingreso per cápita para el condado era de $22,458. En 2000 los hombres tenían un ingreso per cápita de $46,715 frente a los $27,421 que percibían las mujeres. Alrededor del 7.00% de la población estaba bajo el umbral de pobreza nacional.

## Lugares

### Ciudades
- Flat Rock (parcial)
- Luna Pier
- Milán (parcial)
- Monroe
- Petersburg

### Villas
- Carleton
- Dundee
- Estral Beach
- Maybee
- South Rockwood

### Comunidades no incorporadas
- Azalia
- Diann
- Erie
- Ida
- Newport
- Ottawa Lake
- Samaria
- Scofield

### Lugar designado del censo
- Detroit Beach
- Lambertville
- South Monroe
- Stony Point
- Temperance
- West Monroe
- Woodland Beach

### Municipios
- Municipio de Ash
- Municipio de Bedford
- Municipio de Dundee
- Municipio de Erie
- Municipio de Exeter
- Municipio de Ida
- Municipio de La Salle
- Municipio de London
- Municipio de Milán
- Municipio de Raisinville
- Municipio de Summerfield
- Municipio de Whiteford

### Carta municipios
- Municipio de Berlín Chárter
- Municipio de Frenchtown Chárter
- Municipio de Monroe Chárter